# Marion Posch
Marion Posch (Vipiteno, 2 novembre 1972) è un'ex snowboarder italiana.

## Biografia
Marion Posch ottiene il suo primo risultato di rilievo nel 1995 vincendo la coppa di specialità del parallelo. L'anno seguente ai Mondiali di Lienz 1996, in Austria, conquista l'oro iridato nello slalom parallelo. Due anni dopo partecipa ai XVIII Giochi olimpici invernali di Nagano 1998 giunge 6ª nello slalom gigante. L'anno successivo ai Campionati mondiali di Berchtesgaden 1999, in Germania, si aggiudica la seconda medaglia d'oro nel parallelo.
In seguito parteciperà ad altre due edizioni dei Giochi olimpici e a diverse rassegne iridate, senza riuscire a salire sul podio. La Posch concluderà la carriera realizzando, in quattro diverse stagioni, come miglior risultato in Coppa del Mondo un 4º posto. Vive a Colfosco (BZ), sposata e con due figli.

## Palmarès

### Mondiali
- 2 medaglie:
  - 2 ori (in slalom parallelo a Lienz 1996 e a Berchtesgaden 1999).

### Coppa del Mondo
- Miglior piazzamento in classifica generale: 4ª nel 1996, nel 1998, nel 1999 e nel 2001.
- Vincitrice della Coppa del Mondo di parallelo nel 1995.
- Vincitrice della Coppa del Mondo di slalom nel 1999.
- 43 podi:
  - 16 vittorie
  - 9 secondi posti
  - 18 terzi posti